# Chishté
Chishté är en ort i Mexiko.   Den ligger i kommunen Huixtán och delstaten Chiapas, i den sydöstra delen av landet, 800 km öster om huvudstaden Mexico City. Chishté ligger 2 084 meter över havet och antalet invånare är 156.
Terrängen runt Chishté är kuperad, och sluttar norrut. Runt Chishté är det ganska tätbefolkat, med 72 invånare per kvadratkilometer. Närmaste större samhälle är Teopisca, 19,8 km sydväst om Chishté. I omgivningarna runt Chishté växer i huvudsak städsegrön lövskog.